# Шарл IV д’Алансон
Шарл IV д’Алансон (на френски: Charles IV de Valois, duc d’Alençon; * 2 септември 1489, Лион, Кралство Франция, † 11 април 1525, Лион, Кралство Франция) e херцог на Алансон и граф на Перш (1492 – 1525), граф на Арманяк, Фезансак и Родез (1497 – 1525), пер на Франция, първи принц по кръв от 1515 г., престолонаследник на Кралство Франция.

## Произход
Той е единствен син на Рене д’Алансон (* 1454, † 1492), херцог на Алансон и граф на Перш (1478 – 1492), и на Маргарита Лотарингска-Водемон (* 1463, † 1521). Има две сестри:
- Франсоаз (* ок. 1490 † 1550), херцогиня на Бомон и на Мен от 1543, съпруга на Франсоа II, херцог на Лонгвил, и на Шарл IV дьо Бурбон-Вандом, 1-ви херцог на Вандом
- Анна (* 1492, † 1562), господарка на Ла Герш, регентка на Монферат (1518 – 1530), маркграфиня на Монферат като съпруга на Вилхелм XI Монфератски.

## Биография
Той е отгледан в замъка Мав в Льо Перш от майка си, посветена на децата си. През ноември 1492 г., след смъртта на баща му, 3-годишният Шарл наследява титлите „херцог на Алансон“ и „граф на Перш“. През юни 1497 г. след смъртта на своя чичо Шарл д’Арманяк (* 1425, † 1497), граф на Арманяк (1473 – 1497), Шарл IV Алансон наследява титлите „граф на Арманяк, Фезансак и Родез“.
През 1507 и 1509 г. херцог Шарл IV участва в две военни кампании на френския крал Луи XII в Италия. На 1 януари 1515 г., след смъртта на крал Луи XII и встъпването на престола на херцог Франсоа I, херцог Шарл IV Алансон става първи принц по кръв и е видна фигура в началото на управлението на Франсоа I. От 1 януари 1515 г., когато Франсоа I встъпва на кралския трон, до 28 февруари 1518 г., когато на краля се ражда първият син Франсоа, херцог Шарл Алансон се счита за престолонаследник.
През септември 1515 г. е в състава на френската армия и се сражава с швейцарците в битката при Мариняно, където командва десния фланг. През 1521 г. ръководи отбраната на Шампан по време на нахлуването на имперската армия под командването на Карл V.
През 1525 г. участва във втората кампания на краля на Франция Франсоа I в Италия. На 25 февруари в знаменитата битка при Павия френската армия претърпява съкрушително поражение от испанско-имперските войски на Карл V. Шарл IV командва ариергарда на французите и в решаващия момент на сражението не отива на помощ на главните сили на кралската армия. Крал Франсоа I е пленен и изпратен в Испания. След поражението на армията и пленяването на краля херцог Алансон поема командването на остатъците от разбитите войски и отстъпва от Миланското херцогство към Франция. Във Франция той се счита главния виновник за поражението и пленяването на краля.
През април 1525 г. 35-годишният бездетен херцог Шарл IV д'Алансон умира в Лион. Въпреки че Шарл има две по-малки сестри, Франсоаз и Ана, неговите владения преминават към неговата вдовица Маргарита Ангулемска, сестра на Франсоа I.

## Брак и потомство
∞ 1509 за Маргарита Ангулемска (* 1492, † 1549), дъщеря на Шарл Орлеански (* 1459, † 1496), граф на Ангулем (1467 – 1496), и Луиза Савойска (* 1476, † 1531), по-голяма сестра на Франсоа I Валоа (*1494, † 1547), граф на Ангулем (1496 – 1515), херцог Валоа (1498 – 1515) и крал на Франция (1515 – 1547). Бракът е бездетен.